# جورج شونغ
جورج كي شونغ (بالإنجليزية:George Kee Cheung) ، ممثل صيني سينمائي ولد في هونغ كونغ وهاجر إلى الولايات المتحدة طلبا للرزق ، ظهر الممثل جورج شونغ لأول مرة عام 1970م ، وقد مثل نفسه في جميع الأفلام السينمائية من ناحية بلدان شرق آسيا كمن يمثل دوره مواطن فيتنامي أو صيني أو كوري أو ياباني ، فمعظم فترات حياته عمل في المجال التلفزيوني في ولاية كاليفورنيا .

## أعماله
حصل جورج تشونغ على درجة البكالوريوس في علم الأحياء بجامعة سان فرانسيسكو ، وقام بتمثيل دور العقيد ا لفيتنامي في فيلم رامبو : الدم الأول الجزء الثاني ، وشارك في عدة أفلام أخرى مثل ,RoboCop 2, Lethal Weapon 4, The Interrogation of Muscular P.O.W., Rush Hour,and Starsky و Hutch .
وفي مايو عام 2008 ، قدم تشيونغ في كاليفورنيا وحصل على جائزة التفوق والترفيه .